# Fluidtechnik
Fluidtechnik ist ein Oberbegriff für alle Verfahren, in denen Energie durch die Strömung von Gasen oder Flüssigkeiten übertragen wird.
Technische Anwendungen der Fluidtechnik sind die Hydraulik (Übertragung der Energie durch Hydraulikflüssigkeiten) und die Pneumatik (Übertragung durch Druckluft).
Die Wissenschaft vom physikalischen Verhalten von Fluiden ist die Strömungsmechanik.

## Fluidtechnische Schaltpläne
Fluidtechnische Schaltpläne sollten nach der Norm DIN ISO 1219-2 erstellt werden. Sie zeigen alle Arbeits- und Steuerschaltkreise, die Schritte des Arbeitsablaufs, die Bauteile der Schaltung mit ihrer Kennzeichnung sowie die Leitungen und Verbindungen. Die räumliche Anordnung der Bauteile wird in der Regel nicht berücksichtigt.